# Pigeon River Provincial Park
Pigeon River Provincial Park är en park i Kanada.   Den ligger i provinsen Ontario, i den sydöstra delen av landet, 1 100 km väster om huvudstaden Ottawa. Pigeon River Provincial Park ligger 309 meter över havet.
Terrängen runt Pigeon River Provincial Park är platt åt sydost, men åt nordväst är den kuperad. Trakten är glest befolkad. 